# Wenceslao Q. Vinzons
Wenceslao Quinito Vinzons (ur. 28 września 1910, zm. 15 lipca 1942) – filipiński polityk i partyzant.

## Życiorys
Urodził się 28 września 1910 w Indan w prowincji Camarines Norte, w rodzinie pochodzenia chińskiego. Był synem Gabino Vinzonsa oraz Engracii Quinito. Podjął studia prawnicze na Uniwersytecie Filipin, ukończył je z wyróżnieniem w 1933. Aktywnie włączył się w życie intelektualne społeczności studenckiej, redagował pismo Philippine Collegian. Był również pierwszym przewodniczącym uczelnianego College Editors Guild. W 1934 został wybrany w skład Konwencji Konstytucyjnej stojącej za opracowaniem ustawy zasadniczej z kolejnego roku. Był najmłodszym zasiadającym w niej parlamentarzystą. Jako deputowany opowiadał się przeciwko składaniu nadmiernej władzy w ręce prezydenta. Odegrał też istotną rolę w sformalizowaniu dominującej roli języka tagalskiego w filipińskim systemie prawnym. Jako pierwszy zaproponował bowiem, by to właśnie ten język, jako jeden z rodzimych dla archipelagu, stał się podstawą opracowywanego właśnie języka narodowego. Zgromadził wokół siebie liczne grono zwolenników, był jednym ze współzałożycieli (1934) oraz przewodniczącym Philippine Party. W 1940 został wybrany na gubernatora rodzinnej prowincji, ze stanowiska zrezygnował w sierpniu 1941. Ponownie uzyskał również miejsce w filipińskim parlamencie, mandatu wszakże nie zdołał już objąć.
Odegrał istotną rolę w antyjapońskim ruchu oporu. Stworzył partyzantkę działającą na Bikolu, udało mu się tymczasowo wyzwolić Daet a także niektóre inne miejscowości. Pojmany wraz ze swoim ojcem  przez wojska japońskie w wyniku zdrady, odmówił podjęcia współpracy. Jego egzekucji dokonano 15 lipca 1942, zabijając przy tym również kilku członków najbliższej rodziny polityka. Vinzons na trwale zapisał się w filipińskiej pamięci zbiorowej. Miasto, w którym się urodził, przemianowano na jego cześć. Imię Vinzonsa nosi także jedna z hal na jego macierzystym Uniwersytecie Filipin.